# Danh sách cầu thủ tham dự giải vô địch bóng đá U-19 châu Âu 2005
Các cầu thủ sinh trong hoặc sau ngày 1 tháng 1 năm 1986 được phép tham gia giải đấu. Tuổi của cầu thủ được tính đến ngày 18 tháng 7 năm 2005 – ngày khai mạc giải đấu. Các cầu thủ in đậm từng thi đấu cho đội tuyển quốc gia.

## Bảng A

### Đức
Huấn luyện viên:  Uli Stielike
| Số | Vt | Cầu thủ              | Ngày sinh (tuổi)            | Số trận | Câu lạc bộ            |
| -- | -- | -------------------- | --------------------------- | ------- | --------------------- |
| 1  | TM | Florian Fromlowitz   | 2 tháng 7, 1986 (19 tuổi)   |         | 1. FC Kaiserslautern  |
| 2  | TV | Markus Heppke        | 11 tháng 4, 1986 (19 tuổi)  |         | Schalke 04            |
| 3  | HV | Sascha Dum           | 3 tháng 7, 1986 (19 tuổi)   |         | Bayer Leverkusen      |
| 4  | HV | Robert Müller        | 12 tháng 11, 1986 (18 tuổi) |         | Hertha BSC            |
| 6  | HV | Niko Bungert         | 24 tháng 10, 1986 (18 tuổi) |         | Schalke 04            |
| 7  | HV | Markus Steinhöfer    | 7 tháng 3, 1986 (19 tuổi)   |         | Bayern Munich II      |
| 8  | TV | Eugen Polanski       | 17 tháng 3, 1986 (19 tuổi)  |         | BoNga Mönchengladbach |
| 9  | TĐ | Mustafa Kucukovic    | 27 tháng 4, 1986 (19 tuổi)  |         | Hamburger SV          |
| 10 | TĐ | Ashkan Dejagah       | 5 tháng 7, 1986 (19 tuổi)   |         | VfL Wolfsburg         |
| 11 | HV | Stephan Schröck      | 21 tháng 8, 1986 (18 tuổi)  |         | Greuther Fürth        |
| 12 | TM | Manuel Neuer         | 27 tháng 3, 1986 (19 tuổi)  |         | Schalke 04            |
| 13 | TĐ | Jérôme Polenz        | 7 tháng 11, 1986 (18 tuổi)  |         | Werder Bremen         |
| 14 | TV | Denis Epstein        | 2 tháng 7, 1986 (19 tuổi)   |         | 1. FC Köln            |
| 15 | TV | Dennis Kempe         | 24 tháng 6, 1986 (19 tuổi)  |         | BoNga Mönchengladbach |
| 16 | TV | Florian Müller       | 30 tháng 12, 1986 (18 tuổi) |         | Union Berlin          |
| 17 | TV | Kevin-Prince Boateng | 6 tháng 3, 1987 (18 tuổi)   |         | Hertha BSC            |
| 18 | TĐ | Chhunly Pagenburg    | 10 tháng 11, 1986 (18 tuổi) |         | 1. FC Nürnberg        |

### Hy Lạp
Huấn luyện viên:  Nikos Nioplias
| Số | Vt | Cầu thủ                    | Ngày sinh (tuổi)            | Số trận | Câu lạc bộ    |
| -- | -- | -------------------------- | --------------------------- | ------- | ------------- |
| 1  | TM | Alexandros Kasmeridis      | 23 tháng 4, 1986 (19 tuổi)  |         | OFI Crete     |
| 2  | HV | Ioannis Maniatis           | 12 tháng 10, 1986 (18 tuổi) |         | Panionios     |
| 3  | TV | Stefanos Siontis           | 4 tháng 9, 1987 (17 tuổi)   |         | Panathinaikos |
| 4  | HV | Theodoros Tripotseris      | 4 tháng 3, 1986 (19 tuổi)   |         | Panathinaikos |
| 5  | HV | Christos Lisgaras          | 1 tháng 5, 1987 (18 tuổi)   |         | Olympiacos    |
| 6  | TV | Sotiris Balafas            | 19 tháng 8, 1986 (18 tuổi)  |         | PAOK          |
| 7  | HV | Charalabos Perperidis      | 29 tháng 3, 1986 (19 tuổi)  |         | Iraklis       |
| 8  | TV | Stelios Iliadis            | 3 tháng 6, 1986 (19 tuổi)   |         | PAOK          |
| 9  | TĐ | Antonis Petropoulos        | 28 tháng 1, 1986 (19 tuổi)  |         | Chaidari      |
| 10 | TĐ | Lazaros Christodoulopoulos | 19 tháng 12, 1986 (18 tuổi) |         | PAOK          |
| 11 | TĐ | Christos Aravidis          | 13 tháng 3, 1987 (18 tuổi)  |         | Akratitos     |
| 12 | TM | Dimitrios Sotiriou         | 13 tháng 9, 1987 (17 tuổi)  |         | Panionios     |
| 13 | HV | Giorgos Tzavellas          | 26 tháng 11, 1987 (17 tuổi) |         | Terpsithea    |
| 14 | TĐ | Vassilis Sachinidis        | 20 tháng 1, 1986 (19 tuổi)  |         | Ionikos       |
| 15 | TV | Dimitrios Kiliaras         | 23 tháng 3, 1986 (19 tuổi)  |         | Ergotelis     |
| 16 | TV | Grigorios Makos            | 18 tháng 1, 1987 (18 tuổi)  |         | Panionios     |
| 17 | HV | Efthimios Kotitsas         | 25 tháng 3, 1986 (19 tuổi)  |         | Ionikos       |
| 18 | TV | Nikolaos Soulidis          | 28 tháng 10, 1986 (18 tuổi) |         | Iraklis       |

### Bắc Ireland
Huấn luyện viên:  Mal Donaghy
| Số | Vt | Cầu thủ          | Ngày sinh (tuổi)            | Số trận | Câu lạc bộ              |
| -- | -- | ---------------- | --------------------------- | ------- | ----------------------- |
| 1  | TM | Jonathan Tuffey  | 20 tháng 1, 1987 (18 tuổi)  |         | Coventry                |
| 2  | TV | Chris Turner     | 3 tháng 1, 1987 (18 tuổi)   |         | Derby County            |
| 3  | HV | Paul Hamilton    | 28 tháng 10, 1986 (18 tuổi) |         | Linfield                |
| 4  | HV | Kyle Mcvey       | 7 tháng 7, 1986 (19 tuổi)   |         | Coleraine               |
| 5  | HV | Rory McArdle     | 1 tháng 5, 1987 (18 tuổi)   |         | Sheffield Wednesday     |
| 6  | HV | Aaron Callaghan  | 1 tháng 7, 1987 (18 tuổi)   |         | Limavady United         |
| 7  | HV | Dermot McCaffrey | 29 tháng 3, 1986 (19 tuổi)  |         | Hibernian               |
| 8  | TV | Andrew Cleary    | 6 tháng 4, 1986 (19 tuổi)   |         | Lisburn Distillery      |
| 9  | TĐ | Daryl Fordyce    | 2 tháng 1, 1987 (18 tuổi)   |         | Portsmouth              |
| 10 | TĐ | Matthew Doherty  | 29 tháng 4, 1987 (18 tuổi)  |         | Hearts                  |
| 11 | TV | Kieran McKenna   | 14 tháng 5, 1986 (19 tuổi)  |         | Tottenham               |
| 12 | TM | Paul Willis      | 5 tháng 3, 1986 (19 tuổi)   |         | Liverpool               |
| 13 | TĐ | Paul Mccrink     | 10 tháng 11, 1987 (17 tuổi) |         | Coventry City           |
| 14 | TV | Aidan Watson     | 19 tháng 8, 1986 (18 tuổi)  |         | Glentoran               |
| 15 | TV | David Buchanan   | 6 tháng 5, 1986 (19 tuổi)   |         | Bury                    |
| 16 | TV | Jonny Steele     | 7 tháng 2, 1986 (19 tuổi)   |         | Baltimore Blast         |
| 17 | TĐ | Michael Carvill  | 3 tháng 4, 1988 (17 tuổi)   |         | Charlton Athletic       |
| 18 | TĐ | Thomas Stewart   | 12 tháng 11, 1986 (18 tuổi) |         | Wolverhampton Wanderers |

### Serbia và Montenegro
Huấn luyện viên:  Zvonko Živković
| Số | Vt | Cầu thủ             | Ngày sinh (tuổi)            | Số trận | Câu lạc bộ        |
| -- | -- | ------------------- | --------------------------- | ------- | ----------------- |
| 1  | TM | Aleksandar Jović    | 5 tháng 3, 1986 (19 tuổi)   |         | Vojvodina         |
| 2  | HV | Predrag Pavlović    | 19 tháng 8, 1986 (18 tuổi)  |         | Napredak          |
| 3  | HV | Nenad Lazarevski    | 6 tháng 7, 1986 (19 tuổi)   |         | RFK Novi Sad      |
| 4  | TV | Gojko Kačar         | 26 tháng 1, 1987 (18 tuổi)  |         | Vojvodina         |
| 5  | HV | Milan Perendija     | 5 tháng 1, 1986 (19 tuổi)   |         | Voždovac          |
| 6  | TV | Milan Smiljanić     | 19 tháng 11, 1986 (18 tuổi) |         | Partizan          |
| 7  | TV | Vladimir Bogdanović | 5 tháng 10, 1986 (18 tuổi)  |         | Red Star Belgrade |
| 8  | TĐ | Dejan Lekić         | 7 tháng 6, 1985 (20 tuổi)   |         | Metalac Kraljevo  |
| 9  | TĐ | Borko Veselinović   | 6 tháng 1, 1986 (19 tuổi)   |         | Partizan          |
| 10 | TV | Nebojša Marinković  | 19 tháng 6, 1986 (19 tuổi)  |         | Partizan          |
| 11 | TĐ | Marko Markovski     | 26 tháng 5, 1986 (19 tuổi)  |         | Zemun             |
| 12 | TM | Dejan Muštur        | 28 tháng 2, 1986 (19 tuổi)  |         | Zeta              |
| 13 | TV | Nenad Đurović       | 17 tháng 1, 1986 (19 tuổi)  |         | Sutjeska          |
| 14 | HV | Borislav Pavlović   | 3 tháng 5, 1986 (19 tuổi)   |         | Vojvodina         |
| 15 | HV | Ljubomir Stevanović | 8 tháng 8, 1986 (18 tuổi)   |         | Mladost Apatin    |
| 16 | HV | Nenad Tomović       | 30 tháng 8, 1987 (17 tuổi)  |         | Red Star Belgrade |
| 17 | TĐ | Stefan Đurović      | 21 tháng 8, 1987 (17 tuổi)  |         | Vojvodina         |
| 18 | TV | Nemanja Arsenijević | 29 tháng 3, 1986 (19 tuổi)  |         | OFK Beograd       |

## Bảng B

### Armenia
Huấn luyện viên:  Samvel Petrosyan
| Số | Vt | Cầu thủ             | Ngày sinh (tuổi)           | Số trận | Câu lạc bộ                |
| -- | -- | ------------------- | -------------------------- | ------- | ------------------------- |
| 1  | TM | Apoula Edel         | 7 tháng 6, 1986 (19 tuổi)  |         | Pyunik                    |
| 2  | HV | Hayk Chilingaryan   | 1 tháng 2, 1989 (16 tuổi)  |         | Pyunik                    |
| 3  | HV | Mikheil Simonyan    | 29 tháng 7, 1987 (17 tuổi) |         | Kotayk Abovian            |
| 4  | TV | Armen Hovhannisyan  | 24 tháng 1, 1986 (19 tuổi) |         | Zenit Saint Petersburg II |
| 5  | HV | Rafael Safaryan     | 30 tháng 6, 1986 (19 tuổi) |         | Pyunik                    |
| 6  | TV | Narek Manukyan      | 14 tháng 2, 1987 (18 tuổi) |         | Banants                   |
| 7  | HV | Mkhitar Grigoryan   | 20 tháng 2, 1986 (19 tuổi) |         | Pyunik                    |
| 8  | TĐ | Gurgen Meliksetyan  | 1 tháng 6, 1986 (19 tuổi)  |         | Gandzasar                 |
| 9  | TĐ | Aleksandr Petrosyan | 28 tháng 5, 1986 (19 tuổi) |         | Pyunik                    |
| 10 | TV | Zhora Hovhannisyan  | 16 tháng 4, 1987 (18 tuổi) |         | Pyunik                    |
| 11 | TĐ | Edgar Manucharyan   | 19 tháng 1, 1987 (18 tuổi) |         | Pyunik                    |
| 12 | TM | Grigor Meliksetyan  | 18 tháng 8, 1986 (18 tuổi) |         | Pyunik                    |
| 13 | HV | Artur Stepanyan     | 14 tháng 4, 1987 (18 tuổi) |         | Sokol-Saratov             |
| 14 | TV | Artak Hovhannisyan  | 8 tháng 9, 1988 (16 tuổi)  |         | Ararat Yerevan            |
| 15 | TĐ | Carl Lombé          | 18 tháng 5, 1986 (19 tuổi) |         | Pyunik                    |
| 16 | HV | Vahe Mehrabyan      | 25 tháng 8, 1986 (18 tuổi) |         | Ararat Yerevan            |
| 17 | HV | Artak Oseyan        | 16 tháng 5, 1987 (18 tuổi) |         | Banants                   |
| 18 | TV | Gevorg Nranyan      | 9 tháng 3, 1986 (19 tuổi)  |         | Ararat Yerevan            |

### Anh
Huấn luyện viên:  Martin Hunter
| Số | Vt | Cầu thủ           | Ngày sinh (tuổi)            | Số trận | Câu lạc bộ         |
| -- | -- | ----------------- | --------------------------- | ------- | ------------------ |
| 1  | TM | David Martin      | 22 tháng 1, 1986 (19 tuổi)  |         | Milton Keynes Dons |
| 2  | HV | Anthony McMahon   | 24 tháng 3, 1986 (19 tuổi)  |         | Middlesbrough      |
| 3  | HV | Laurence Wilson   | 10 tháng 10, 1986 (18 tuổi) |         | Everton            |
| 4  | HV | Matthew Mills     | 14 tháng 7, 1986 (19 tuổi)  |         | Southampton        |
| 5  | HV | David Wheater     | 14 tháng 2, 1987 (18 tuổi)  |         | Middlesbrough      |
| 6  | HV | Martin Cranie     | 23 tháng 9, 1986 (18 tuổi)  |         | Southampton        |
| 7  | TV | Grant Leadbitter  | 7 tháng 1, 1986 (19 tuổi)   |         | Sunderland         |
| 8  | TV | Mark Noble        | 8 tháng 5, 1987 (18 tuổi)   |         | West Ham           |
| 9  | TĐ | Dexter Blackstock | 20 tháng 5, 1986 (19 tuổi)  |         | Southampton        |
| 10 | TĐ | Matty Fryatt      | 5 tháng 3, 1986 (19 tuổi)   |         | Walsall            |
| 11 | TV | Lee Holmes        | 2 tháng 4, 1987 (18 tuổi)   |         | Derby County       |
| 12 | HV | Philip Ifil       | 18 tháng 11, 1986 (18 tuổi) |         | Tottenham          |
| 13 | TM | John Ruddy        | 24 tháng 10, 1986 (18 tuổi) |         | Everton            |
| 14 | TĐ | Ryan Jarvis       | 11 tháng 7, 1986 (19 tuổi)  |         | Norwich City       |
| 15 | TV | Ritchie Jones     | 26 tháng 9, 1986 (18 tuổi)  |         | Manchester United  |
| 16 | TV | James Morrison    | 25 tháng 5, 1986 (19 tuổi)  |         | Middlesbrough      |
| 17 | TV | Ryan Smith        | 10 tháng 11, 1986 (18 tuổi) |         | Arsenal            |
| 18 | TV | Andrew Taylor     | 1 tháng 8, 1986 (18 tuổi)   |         | Middlesbrough      |

### Pháp
Huấn luyện viên:  Jean Gallice
| Số | Vt | Cầu thủ              | Ngày sinh (tuổi)            | Số trận | Câu lạc bộ          |
| -- | -- | -------------------- | --------------------------- | ------- | ------------------- |
| 1  | TM | Hugo Lloris          | 26 tháng 12, 1986 (18 tuổi) |         | Nice                |
| 2  | HV | Yassin Moutaouakil   | 18 tháng 7, 1986 (19 tuổi)  |         | Châteauroux         |
| 3  | HV | Cédric Cambon        | 20 tháng 9, 1986 (18 tuổi)  |         | Montpellier         |
| 4  | TV | Abou Diaby           | 11 tháng 5, 1986 (19 tuổi)  |         | Auxerre             |
| 5  | HV | Mohamed Chakouri     | 21 tháng 5, 1986 (19 tuổi)  |         | Montpellier         |
| 6  | TV | Didier Digard        | 12 tháng 7, 1986 (19 tuổi)  |         | Le Havre            |
| 7  | TV | Olivier N'Siabamfumu | 17 tháng 3, 1986 (19 tuổi)  |         | Rennes              |
| 8  | HV | Younès Kaboul        | 4 tháng 1, 1986 (19 tuổi)   |         | Auxerre             |
| 9  | TĐ | Moussa Sow           | 19 tháng 1, 1986 (19 tuổi)  |         | Rennes              |
| 10 | TV | Djamel Abdoun        | 14 tháng 2, 1986 (19 tuổi)  |         | Ajaccio             |
| 11 | TĐ | Abdoulaye Baldé      | 30 tháng 11, 1986 (18 tuổi) |         | Amiens              |
| 12 | TĐ | Yoann Gourcuff       | 11 tháng 7, 1986 (19 tuổi)  |         | Rennes              |
| 13 | TV | Frédéric Sammaritano | 23 tháng 3, 1986 (19 tuổi)  |         | Nantes              |
| 14 | HV | Yoan Gouffran        | 25 tháng 5, 1986 (19 tuổi)  |         | Caen                |
| 15 | TĐ | Franck Dja Djédjé    | 2 tháng 6, 1986 (19 tuổi)   |         | Paris Saint-Germain |
| 16 | TM | Geoffrey Jourdren    | 4 tháng 2, 1986 (19 tuổi)   |         | Montpellier         |
| 17 | TV | Yohan Cabaye         | 14 tháng 1, 1986 (19 tuổi)  |         | Lille               |
| 18 | HV | Florian Marange      | 3 tháng 3, 1986 (19 tuổi)   |         | Bordeaux            |

### Na Uy
Huấn luyện viên:  Tor Ole Skullerund
| Số | Vt | Cầu thủ              | Ngày sinh (tuổi)            | Số trận | Câu lạc bộ        |
| -- | -- | -------------------- | --------------------------- | ------- | ----------------- |
| 1  | TM | Joacim Heier         | 27 tháng 1, 1986 (19 tuổi)  |         | Moss              |
| 2  | HV | Arnar Førsund        | 29 tháng 7, 1986 (18 tuổi)  |         | Sandefjord        |
| 3  | HV | Magnus Ueland        | 17 tháng 3, 1986 (19 tuổi)  |         | Bryne             |
| 4  | HV | Johan Lædre Bjørdal  | 5 tháng 5, 1986 (19 tuổi)   |         | Tønsberg          |
| 5  | HV | Steffen Hagen        | 8 tháng 3, 1986 (19 tuổi)   |         | Mandalskameratene |
| 6  | TV | Per Ciljan Skjelbred | 16 tháng 6, 1987 (18 tuổi)  |         | Rosenborg         |
| 7  | TV | Alexander Tettey     | 4 tháng 4, 1986 (19 tuổi)   |         | Rosenborg         |
| 8  | TV | Dawda Leigh          | 27 tháng 6, 1986 (19 tuổi)  |         | Skeid             |
| 9  | TĐ | Bjarne Ingebretsen   | 10 tháng 10, 1987 (17 tuổi) |         | Lyn               |
| 10 | TĐ | Jesper Mathisen      | 17 tháng 3, 1987 (18 tuổi)  |         | Start             |
| 11 | TV | Petter Bruer Hanssen | 8 tháng 1, 1986 (19 tuổi)   |         | Tønsberg          |
| 12 | TM | Dag Ole Thomassen    | 28 tháng 8, 1986 (18 tuổi)  |         | Pors Grenland     |
| 13 | HV | Kevin Larsen         | 10 tháng 5, 1986 (19 tuổi)  |         | Lyn               |
| 14 | HV | Tore Reginiussen     | 10 tháng 4, 1986 (19 tuổi)  |         | Alta              |
| 15 | TV | Vidar Nisja          | 21 tháng 8, 1986 (18 tuổi)  |         | Bryne             |
| 16 | TĐ | Alexander Mathisen   | 24 tháng 11, 1986 (18 tuổi) |         | Vålerenga         |
| 17 | TĐ | Karim Aoudia         | 8 tháng 4, 1986 (19 tuổi)   |         | Oslo Øst          |
| 18 | TĐ | Morten Hæstad        | 11 tháng 3, 1987 (18 tuổi)  |         | Start             |